# Ixodes pararicinus
Ixodes pararicinus är en fästingart som beskrevs av James E. Keirans och Clifford 1985. Ixodes pararicinus ingår i släktet Ixodes och familjen hårda fästingar. Inga underarter finns listade i Catalogue of Life.